# Frances Dee
Frances Marion Dee, född 26 november 1909 i Los Angeles, Kalifornien, död 6 mars 2004 i Norwalk, Connecticut, var en amerikansk skådespelare.
Dee hade statistroller i film från 1929. Hon fick sitt genombrott 1931 när Maurice Chevalier valde henne som sin motspelerska i filmen Playboy of Paris. Hon hade sedan roller som ljuva kvinnor i en rad filmer.
Frances Dee var gift med skådespelaren Joel McCrea, de fick sonen Jody McCrea, också verksam som skådespelare. 
Dee avled 2004 av en stroke.

## Filmografi i urval
- 1931 – Working Girls
- 1931 – En amerikansk tragedi
- 1932 – Om jag hade en miljon
- 1933 – Unga kvinnor
- 1933 – Blood Money
- 1933 – Headline Shooter
- 1934 – En kvinnas slav
- 1934 – När livet lockar
- 1935 – Fåfängans marknad
- 1935 – Prinscharmören
- 1937 – Farornas skepp
- 1938 – Om jag vore kung
- 1941 – Folket utan fosterland
- 1941 – A Man Betrayed
- 1943 – Svart mystik
- 1947 – Bel Amis kärleksaffärer
- 1951 – Betala mitt liv